# Tvetenia commutata
Tvetenia commutata är en tvåvingeart som beskrevs av Stora 1936. Tvetenia commutata ingår i släktet Tvetenia och familjen fjädermyggor.
Artens utbredningsområde är Kanarieöarna. Inga underarter finns listade i Catalogue of Life.